# Eparchie des Hl. Maron von Sydney
Die Eparchie des Hl. Maron in Sydney (lateinisch Eparchia Sancti Maronis Sydneyensis Maronitarum) ist eine griechisch-katholische Diaspora-Eparchie der Maronitischen Kirche in Australien. Bischof der Eparchie ist Ad Abi Karam.

## Geschichte

### 19. Jahrhundert
Bedingt durch eine große Emigration maronitisch-libanesischer Christen Mitte/Ende des 19. Jahrhunderts, beschloss der maronitische Patriarch 1889 den pastoralen Dienst unter den libanesischen Christen in Sydney weiterhin zu ermöglichen. Diesbezüglich wurden die griechisch-katholischen Priester Abdallah Yazbeck und Joseph Dahdah für die Diasporagemeinde in Sydney beauftragt und erreichten am 8. Mai 1893 die australische Hafenstadt. Sie errichteten 1894 eine griechisch-katholische Kapelle im Stadtteil Waterloo. Diese diente bis zum Jahr 1879 als Gotteshaus der Kirchengemeinde. 1879 wurde eine neue griechisch-katholische Kirche errichtet, die durch den damaligen Kardinal Maron eingeweiht und ab dem 10. Januar 1897 für den Gottesdienst nach byzantinischem Ritus bestimmt war. Pfarrer Abdallah Yazbeck starb 1933 in Sydney, Priester Joseph Dahdah starb nach seiner Rückkehr in den Libanon im Jahre 1936.

### 20. Jahrhundert
Nachfolger wurden bis in das Jahr 1960 Pfarrer Abdallah Assaf. Ihn löste Pfarrer Chukrallah Harb im Jahre 1961 bis zu seiner Rückkehr 1963 in die Vatikanstadt ab. Im Stadtteil Redfern diente die Kirche des Hl. Maron bereits 70 Jahre lang für die wachsende maronitische Gemeinde. In diesem Zeitraum siedelten sich die Maroniten der Gemeinde in andere Zentren, wie z. B. nach Sydney-Parramatta an. Die Gemeinde wuchs weiter beachtlich an. Der maronitische Patriarch beauftragte Pfarrer Peter Ziade den pastoralen Dienst in der Gemeinde von Pfarrer Harb im Jahre 1963 fortzusetzen. Ihm zur Seite stand Pfarrer Trad. Pfarrer Ziade setzte sich sehr für die griechisch-katholische Gemeinde ein. In der Zeit von 1963 bis 1973 wurde die Kirche des Hl. Maron errichtet. Zudem ließ er eine Gemeindehalle, Gemeindeschule, ein Pfarrhaus im Stadtteil von Redfern errichten. Dieses wurde am 2. Mai 1965 eröffnet. Die Gemeinde erwarb unter Pfarrer Ziade ein Stück Land des Harris Parks in Sydney. Auf diesem wurde die Gemeindehalle erbaut. Auch der Grundstein für die Kirche Unserer Lieben Frau vom Libanon wurde im Jahre 1970 gelegt. Die Kongregation der maronitischen Ordensschwestern der Heiligen Familie nahm ihre Missionsarbeit 1968 in der Diaspora war. Pfarrer Ziade half bei der Gründung eines libanesischen Mönchsordens in Sydney und beteiligte sich an der Gründung der Diözese in Australien.
Im Oktober des Jahres 1973 wurde Erzbischof (pro hac vice) Ignace Abdo Khalifé in Rom mit der Leitung der neu gegründeten Diözese des Hl. Maron in Sydney beauftragt. Zugleich wurde er der erste Bischof der Eparchie. Seine Aufgaben waren zudem die Organisation und Errichtung weiterer maronitischer Eparchien in Australien. Zudem erbat er Hilfe durch weitere Priester. Die ersten Priester, die sich der Bitte des Bischofs um Hilfe zuwandten, waren Michal Boumelhem, Youseff Touma, Antoun Shalhoub und Nakhle Akiki. Während ihres gemeinsamen, 18-jährigen pastoralen Dienstes für die griechisch-katholische Eparchie des Hl. Maron in Sydney wurde die griechisch-katholische Kirche der Lieben Frau vom Libanon 1978 eröffnet. Es wurden für die Kirche des Hl. Josef im Stadtteil Croydon und des Hl. Georg im Stadtteil Thornleigh Grundstücke erworben. Es folgte der Erwerb eines Grundstücks für den Bischofssitz im Stadtteil Strathfield. Es wurde im Jahre 1981 die Niederlassung der Antoniusschwestern in Melbourne erreicht. Neben der Errichtung des Heims Unserer Lieben Frau vom Libanon, im Harris Park, wurde auch mit dem Erwerb eines Grundstücks für die Errichtung der Kirche Unserer Lieben Frau vom Libanon in Wollongong in New South Wales begonnen. Es folgten auch der Erwerb eines Grundstückes für die Errichtung zweier Häuser in der Nähe der Kirche Unserer Lieben Frau im Harris Park. Nachfolger des Erzbischofs Khalife wurde im Jahre 1991 Bischof Joseph Hitti.
Bischof Hitti übernahm die Eparchie am 4. März 1991. Unter seiner Leitung wuchs die maronitische Gemeinde weiter an. 1993 wurde die Kongregation maronitischer Missionare begrüßt, unter Pfarrer Sarkis Charbel gründeten diese dann ihre pastorale Mission in Sydney. Die Kindergartenstätte in Belmore wurde eingeweiht. Die Bewilligung für den Erwerb eines Grundstückes zur Errichtung eines Mutterhauses für die maronitischen Ordensschwestern in Dulwich Hill wurde gestattet.
Weiterhin wurden unter Bischof Hitti die libanesische Hochschule Unsere Lieben Frau vom Libanon und das Gymnasium Hl. Scharbel geweiht. Die Arbeiten am Wohnheim Unserer Lieben Frau in Sydney wurden aufgenommen. Das Wohnheim erweitert. Die Antoniusmönche wurden eingeladen in Melbourne ihre Missionsarbeit unter den griechisch-katholischen Gläubigen zu beginnen. Sie folgten der Einladung und kamen im Dezember 1997 nach Australien. Die Einweihung des neu errichteten Sekretariats in Strathfield wurde durch Bischof Hitti getätigt.
Bischof Ad Abi Karam wurde am 8. Februar 2002 offiziell in sein Amt eingeführt. Er ist der dritte maronitische Bischof von Australien.